# Miguel Relampagos
Miguel Relampagos (* 1. August 1995) ist ein philippinischer Eishockeyspieler, der seit 2022 erneut bei den Manila Bearcats in der philippinischen Liga spielt.

## Karriere
Miguel Relampagos schloss zunächst ein Studium der Sportwissenschaft an der Universität der Philippinen als Bachelor of Arts ab und absolvierte dann eine Pilotenausbildung an der Leading Edge International Aviation Academy. Seit 2022 ist er Ausbilder an der Topflite Academy of Aviation. Er begann seine Karriere bei den Manila Cricket Lighters und den Manila Sharps in der Manila Ice Hockey League. 2018 wechselte er in die höherklassige philippinische Eishockeyliga. Nachdem er zunächst für die Manila Bearcats aktiv gewesen war, ging er 2019 zu den Philippine Eagles. Seit 2022 ist er erneut für die Bearcats aktiv.

### International
Für die philippinische Nationalmannschaft spielte Relampagos erstmals bei den Winter-Asienspielen 2017, bei denen die Mannschaft den dritten Platz in der Division II erreichte. Es folgten Teilnahmen beim IIHF Challenge Cup of Asia 2019, als die Silbermedaille gewonnen wurde, und den Südostasienspielen 2019, wo es zur Bronzemedaille reichte. Anschließend spielte er bei der Weltmeisterschaft 2023 in der Division IV, als der Aufstieg in die Division III gelang.

## Erfolge und Auszeichnungen
- 2019 Silbermedaille beim IIHF Challenge Cup of Asia
- 2019 Bronzemedaille bei den Südostasienspielen
- 2023 Aufstieg in die Division III, Gruppe B, bei der Weltmeisterschaft der Division IV